# Naberejne, Demîdivka
Naberejne (în ucraineană Набережне) este un sat în comuna Boremel din raionul Demîdivka, regiunea Rivne, Ucraina.

## Demografie
Componența lingvistică a localității Naberejne
     Ucraineană (99,69%)
     Alte limbi (0,31%)
Conform recensământului din 2001, majoritatea populației localității Naberejne era vorbitoare de ucraineană (99,69%), existând în minoritate și vorbitori de alte limbi.